# Etienne Schumpf

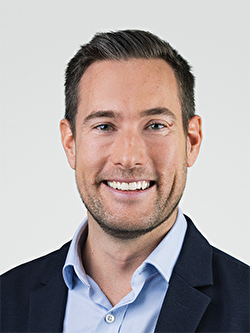
Etienne Schumpf, Stadtrat Stadt Zug

Etienne Schumpf (* 27. Januar 1985 in Zug) ist ein Schweizer Politiker (FDP). Seit 2023 ist er Stadtrat und Vorsteher des Bildungsdepartements der Stadt Zug sowie Kantonsrat des Kantons Zug. Zudem ist er Hochschulrat der Pädagogischen Hochschule Zug und Verwaltungsrat der Zugerbergbahn AG. Vor seiner politischen Karriere war er in verschiedenen Leitungspositionen im Marketing bei führenden Konsumgüterherstellern im In- und Ausland tätig.

## Leben
Schumpf wuchs in Menzingen auf und besuchte die Kantonsschule Zug, wo er 2004 die Matura erlangte. Im Anschluss absolvierte er einen Sprachaufenthalt in Toronto. Er studierte Betriebswirtschaft an der Universität St. Gallen und schloss 2008 mit einem Bachelor ab. Sein Masterstudium in Marketing und Kommunikation absolvierte er an der Universität St. Gallen sowie an der University of Technology Sydney.
Er begann seine berufliche Laufbahn als Brand Manager bei Lactalis Nestlé und arbeitete später in leitenden Positionen im Marketing bei Lindt & Sprüngli sowie Emmi. Er sammelte internationale Berufserfahrung in London und Barcelona.
Am 2. Oktober 2022 wurde Schumpf in den Stadtrat von Zug gewählt. Seit 2023 ist er zudem Kantonsrat des Kantons Zug und verantwortlich für das Bildungsdepartement der Stadt Zug. Zuvor war er zehn Jahre Mitglied des Grossen Gemeinderates der Stadt Zug und von 2019 bis 2022 Fraktionschef der FDP.
Er ist Mitglied des Tennis Club Allmend Zug und des Rotary Club Zug, wo er sich für lokale und internationale Anliegen einsetzt. Darüber hinaus ist er Mitglied in der IG Zuger Chriesi, die sich dem Erhalt und der Förderung der Zuger Kirschen widmet.
Schumpf ist ausserdem Mitglied der Fischerzunft Zug und der Korporation Zug, sowie Bürger der Stadt Zug. Er unterstützt den 100'er Klub des Leichtathletik Klub Zug und ist Mitglied im Polizeihundeführer-Verein.

## Politischer Werdegang
Schumpf begann seine politische Laufbahn im Jahr 2003 als Gründungs- und Vorstandsmitglied der Jungfreisinnigen Kanton Zug. Diese Position hielt er bis 2010 inne. Im Jahr 2012 wurde er in den Grossen Gemeinderat der Stadt Zug gewählt, wo er bis 2022 aktiv war, mit einer Unterbrechung während eines Auslandaufenthalts von 2016 bis 2018. Von 2014 bis 2016 war Schumpf zudem Mitglied der Geschäftsprüfungskommission der Stadt Zug.
Von 2019 bis 2022 übernahm er die Rolle des Fraktionschefs der FDP im Grossen Gemeinderat der Stadt Zug und war gleichzeitig Vorstandsmitglied der FDP Stadt Zug sowie Mitglied des Wahlkampfteams.
Im Jahr 2023 trat Schumpf in den Stadtrat von Zug ein und übernahm das Amt des Vorstehers des Bildungsdepartements. Im selben Jahr wurde er auch in den Kantonsrat und den Hochschulrat der Pädagogischen Hochschule Zug gewählt sowie in den Verwaltungsrat der Zugerbergbahn AG berufen.